# 埃里亞斯·迪亞茲
埃里亞斯·大衛·迪亞茲·索托（西班牙語：Elías David Díaz Soto，1990年11月17日—），為美國職棒大聯盟的捕手，目前效力於聖地牙哥教士。他先前曾效力於海盜與洛磯兩隊，並曾代表哥倫比亞參加經典賽。

## 職業生涯

### 匹茲堡海盜

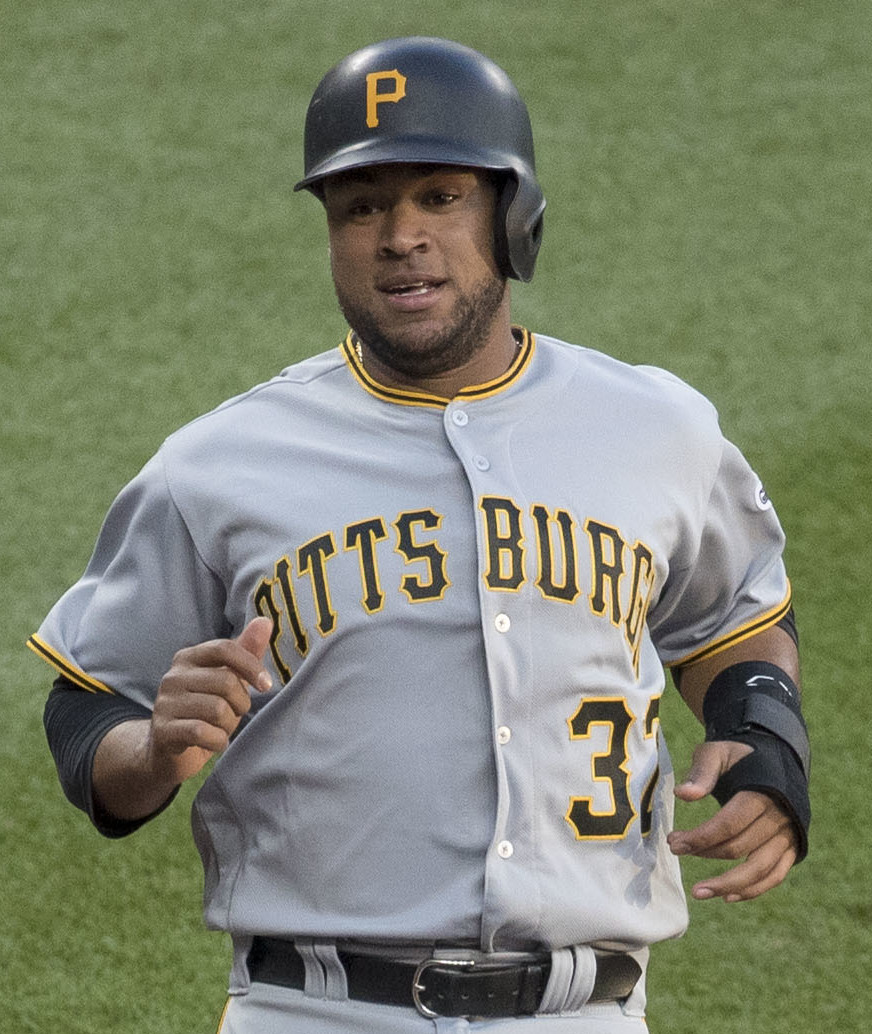
2017年的迪亞茲

2008年，迪亞茲以國際自由球員身分與海盜簽約。從2010年到2013年，他一路從新人聯盟升上高階1A。
2014年，迪亞茲從2A出發，並在季中升上3A。不過他在2A的打擊率雖有3成28，到了3A卻只有1成52。
2015年，迪亞茲登上大聯盟，留下2打數無安打的成績。2016年，他只有4打數無安打。2017年，他的打擊率為2成23，並敲出1轟。
2019年12月2日，海盜不與迪亞茲續約，迪亞茲因而成為自由球員。

### 科羅拉多洛磯
2020年1月6日，迪亞茲與洛磯簽下小聯盟約。整季他的打擊率為2成35，並敲出2轟。2021年，他的打擊率為2成46，並敲出18轟與44分打點。11月18日，他和洛磯簽下3年1450萬美元的合約。2022年9月10日，他單場敲出4支安打包含2轟，其中一發是再見3分砲，幫助球隊13比10取勝。
2023年，迪亞茲首度入選明星賽。

## 國際賽
雖然迪亞茲生於委內瑞拉，但他的父親是哥倫比亞人，因此他在2023年經典賽代表哥倫比亞出戰。

## 外部連結
- 球員資訊和成績在MLB ，ESPN ，Retrosheet ，Baseball Reference ，Baseball Reference (Minors) ，Fangraphs ，The Baseball Cube （英文）
- 埃里亞斯·迪亞茲的Instagram帳戶